# Colgar elatum
Colgar elatum är en insektsart som beskrevs av Medler 1989. Colgar elatum ingår i släktet Colgar och familjen Flatidae. Inga underarter finns listade i Catalogue of Life.